# Vallée de Laidamlulum
Laidamlulum Vallis
La vallée de Laidamlulum (désignation internationale : Laidamlulum Vallis) est une vallée située sur Vénus dans le quadrangle d'Henie. Elle a été nommée en référence au nom maidu de la planète Vénus.